# Tom Hooper
Tom Hooper, właśc. Thomas George Hooper (ur. 5 października 1972 w Londynie) − brytyjski reżyser filmowy i telewizyjny, laureat Oscara dla najlepszego reżysera za film Jak zostać królem.

## Życiorys
Zaczął kręcić filmy krótkometrażowe w wieku 13 lat. Jego pierwszy profesjonalny film krótkometrażowy Painted Faces, został wyemitowany w Channel 4 w 1992. Podczas studiów w University College w Oksfordzie reżyserował sztuki i reklamy telewizyjne. Po ukończeniu studiów w wyreżyserował odcinki seriali Byker Grove, EastEnders i Cold Feet.
Po 2000 wyreżyserował dwa dramaty historyczne dla BBC − Miłość w zimnym klimacie (2001) i Daniel Deronda (2002). W 2003 wyreżyserował przedostatni film z serii Główny podejrzany stacji ITV, z Helen Mirren w roli głównej. Rok 2004 to debiut fabularny Hoopera, który zrealizował film Czerwony pył z głównymi rolami Hilary Swank i Chiwetela Ejiofora. Następnie Tom powrócił do telewizji, gdzie spotkał się ponownie z Helen Mirren przy realizacji miniserialu historycznego Elżbieta I. W 2006 dla telewizji HBO kręcił film telewizyjny Longford, a w 2008 miniserial John Adams z Paulem Giamattim. Rok później reżyserował swój drugi film pełnometrażowy, Przeklęta liga opowiada historię trenera Briana Clougha (w tej roli Michael Sheen). W 2010 powstał trzeci film Hoopera, Jak zostać królem, w filmie główne role zagrali: Colin Firth, Geoffrey Rush i Helena Bonham Carter.
Wyreżyserował też dwie ekranizacje musicali. Les Misérables. Nędznicy (2012) według Les Misérables, muzycznej adaptacji Nędzników Victora Hugo, otrzymali Złoty Glob za najlepszy film komediowy lub musical, natomiast Koty (2019) według musicalu Cats Andrew Lloyda Webbera, na motywach Wierszy o kotach T.S. Eliota, okazały się artystyczną i komercyjną porażką.

## Nagrody
Za swoją pracę był dwukrotnie nominowany do Nagrody Emmy dla najlepszego reżysera za filmy Główny podejrzany: Ostatni świadek i John Adams; nagrodę otrzymał za miniserial Elżbieta I. Był również nominowany do nagrody BAFTA TV Craft dla najlepszego reżysera na Longforda. Za film Jak zostać królem Hooper otrzymał nominacje dla najlepszego reżysera do takich nagród jak: Złoty Glob, Nagroda Satelita czy nagroda BAFTA (w sumie film otrzymał czternaście nominacji do nagród BAFTA). 27 lutego 2011 reżyser otrzymał również Oscara dla najlepszego reżysera za film Jak zostać królem.

## Filmografia
Filmy kinowe
- 2004: Czerwony pył (Red Dust)
- 2009: Przeklęta liga (The Damned United)
- 2010: Jak zostać królem (The King’s Speech)
- 2012: Les Misérables. Nędznicy (Les Misérables)
- 2015: Dziewczyna z portretu (The Danish Girl)
- 2019: Koty (Cats)

Filmy telewizyjne
- 2003: Główny podejrzany: Ostatni świadek (Prime Suspect 6)
- 2006: Longford

Filmy krótkometrażowe
- 1992: Painted Faces

Miniseriale
- 2001: Miłość w zimnym klimacie (Love in a Cold Climate)
- 2002: Daniel Deronda
- 2005: Elżbieta I (Elizabeth I)
- 2008: John Adams

Seriale telewizyjne
- 1997: Byker Grove
- 1999: Cold Feet
- 1999–2000: EastEnders
- 2019: Mroczne materie (His Dark Materials, pierwsze dwa odcinki 1. sezonu)[4]